# Dinu Vasiu
Dinu Vasiu (n. 7 august 1914,  Călimănești, județul Vâlcea – d. 5 august 2001, Brașov) a fost pictor acuarelist român.

## Studii
A absolvit  Academia de Arte Frumoase din București în 1939, clasa profesorului Camil Ressu.

## Activitatea
A fost desenator - proiectant la serviciul de lucrări speciale C.F.R. București între 1949-1961. Între anii 1949-1961 a lucrat ca pictor decorator în centrele Derna-Tatarus, județul Bihor și Zărnești-Tohan, judeșul Brașov. În perioada 1961-1975 activat ca muzeograf și șef de secție la muzeul Județean Brașov.

## Expoziții personale
A avut mai multe expozitii personale în România:Brașov în 1966, 1969, 1972, 1975, 1977, 1980, 1983 și Bacău în 1972, și în străinătate la Muzeul de Artă din Wiesbaden (Germania) în 1971, Bruxelles (Belgia) și Aachen (Germania) în 1973.

## Expoziții în grup
Participă la expozitii romanesti în strainatate: Wroclaw (Polonia) și Berlin (Germania) - 1973, Manchester (Anglia - 1976, Tours (Franta) - 1990 și Belgia în 1993-1994.